# Węgiel drzewny

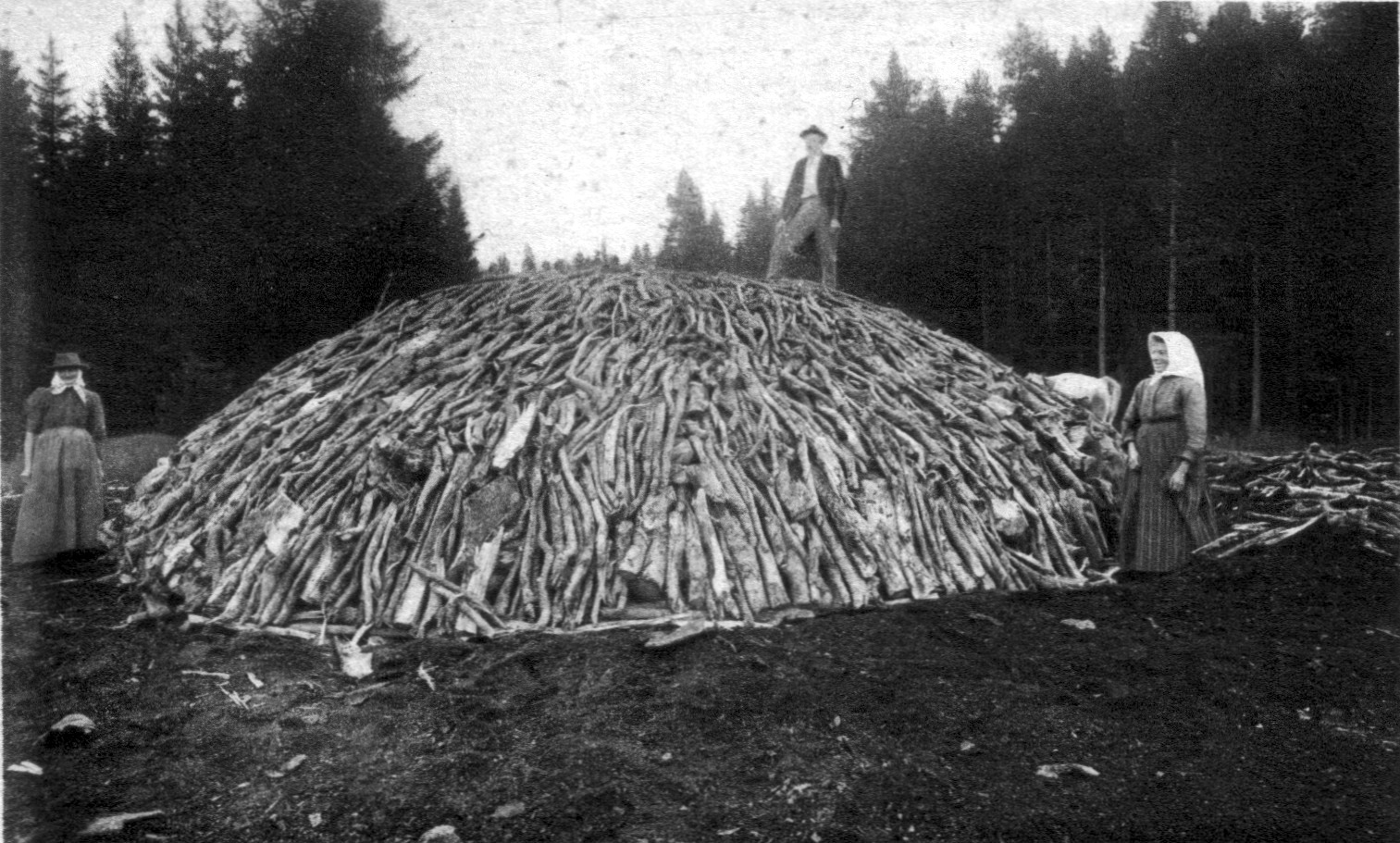
Stos drewna gotowy do zasypania ziemią (tj. do uformowania mielerza) i podpalenia – ok. 1900

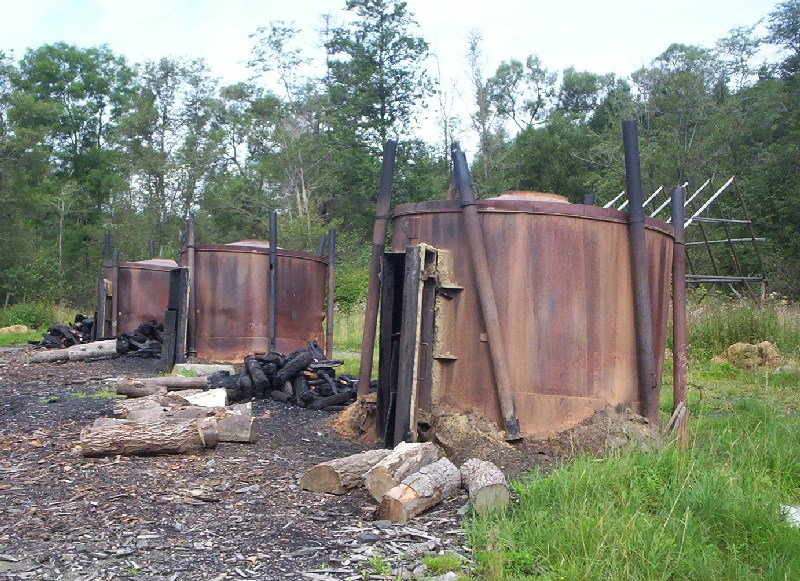
Współczesne retorty do wypalania węgla drzewnego

Węgiel drzewny, węgiel roślinny, czerń węglowa, C.I. 77266 (E153) – lekka, czarna substancja wytwarzana z drewna w procesie suchej destylacji. Głównym składnikiem jest węgiel pierwiastkowy, zanieczyszczony popiołem i licznymi związkami organicznymi.

## Właściwości
Węgiel drzewny ma bardzo małą gęstość (zachowuje częściowo strukturę ścian komórkowych drewna). Ma duże zdolności adsorpcyjne dzięki silnie rozwiniętej powierzchni. Jako paliwo ma ok. trzykrotnie większą wydajność energetyczną niż drewno. 1 kg węgla drzewnego daje ilość energii podobną do uzyskiwanej ze spalenia 1 litra benzyny. Jest jednak kłopotliwy w użyciu ze względu na zajmowaną przestrzeń w stosunku do masy, poza tym kruszy się i pyli przy manipulacji (pod tym względem lepsze są brykiety węgla drzewnego – mniej kruche i o większej gęstości). Ze względu na stosunkowo małą zawartość substancji smolistych należy do paliw stałych generujących najmniejsze ilości zanieczyszczeń.
Wyróżnia się:
- węgiel drzewny generatorowy – otrzymywany podczas pirolizy drewna liściastego lub iglastego, w procesie prowadzonym do temperatury około 450 °C, zawierający 10-20% części lotnych,
- węgiel drzewny żarzony – otrzymywany podczas pirolizy drewna, w procesie prowadzonym do temperatury około 700 °C, zawierający nie więcej niż 4% części lotnych.

## Wytwarzanie
Podstawowym sposobem uzyskiwania węgla drzewnego do początków XX w. było jego „wypalanie” w stosach, obsypanych szczelnie ziemią lub obłożonych darnią, zwanych mielerzami. Obecnie w tym celu stosuje się stalowe retorty o pojemności wielu metrów sześciennych. Do wyprodukowania 1 kg węgla drzewnego potrzeba ok. 5 kg drewna.

## Zastosowanie
Stosowany jest jako adsorbent w filtrach wodnych i gazowych ze względu na zdolność do pochłaniania płynów, gazów i nieprzyjemnych zapachów. Popularne paliwo do grillów (nieprzetworzony lub w formie brykietów) oraz składnik prochu czarnego. Wykorzystywany często w plastyce do tworzenia rysunków i szkiców, a także do produkcji kosmetyków. W przemyśle spożywczym używany jako barwnik przy produkcji skoncentrowanych soków owocowych, dżemów, żelków, sosów warzywnych, lukrecji oraz innych wyrobów cukierniczych.